# IWork
iWork je kancelářský balík programů, který byl vytvořen americkou společností Apple Inc. Jeho součástí jsou aplikace Pages (textový procesor), Numbers (tabulkový kalkulátor) a Keynote (prezentační nástroje). Balík je určen pro počítače s operačním systémem OS X, mobilní iOS a webové prohlížeče, kde je dostupný z webového rozhraní služby iCloud.

## Aktuální verze aplikací
iOS
| Název   | Verze | Datum vydání   | Požadováno      |
| ------- | ----- | -------------- | --------------- |
| Pages   | 2.6   | 15. října 2015 | iOS 8.4 a vyšší |
| Numbers | 2.6   | 15. října 2015 | iOS 8.4 a vyšší |
| Keynote | 2.6   | 15. října 2015 | iOS 8.4 a vyšší |

OS X
| Název   | Verze | Datum vydání   | Požadováno           |
| ------- | ----- | -------------- | -------------------- |
| Pages   | 5.6   | 15. října 2015 | OS X 10.10.4 a vyšší |
| Numbers | 3.6   | 15. října 2015 | OS X 10.10.4 a vyšší |
| Keynote | 6.6   | 15. října 2015 | OS X 10.10.4 a vyšší |